# Gorgonidia pallidipennis
Gorgonidia pallidipennis är en fjärilsart som beskrevs av Rothschild 1910. Gorgonidia pallidipennis ingår i släktet Gorgonidia och familjen björnspinnare. Inga underarter finns listade i Catalogue of Life.